# Stereograph (Druckmaschine)
Der Sterograph (griechisch) ist eine von Iosif Nikolaevich Livchak, in deutschen zeitgenössischen Quellen auch Liwtschak geschrieben, um 1873 in Wilna erfundene Buchdruckmaschine, die kaum größer als eine normale zeitgenössische Nähmaschine ist, zur Anfertigung von Stereotypmatrizen ohne vorangegangenen Schriftsatz. Die Herstellung der letztern erfolgt durch Einschlagen von Typen, eine nach der andern, in eine präparierte, halbweiche Platte, welche stets um die Breite der eingeschlagenen Type durch den Mechanismus der Maschine weiter geschoben wird, wobei der Setzer den Wortlaut des Manuskripts auf einer Tastatur, wie bei den meisten Setzmaschinen, abspielt. Bis Anfang der 1890er Jahre konnten technisch befriedigende Resultate mit dem Stereographen nicht erzielt werden.